# Daglönare

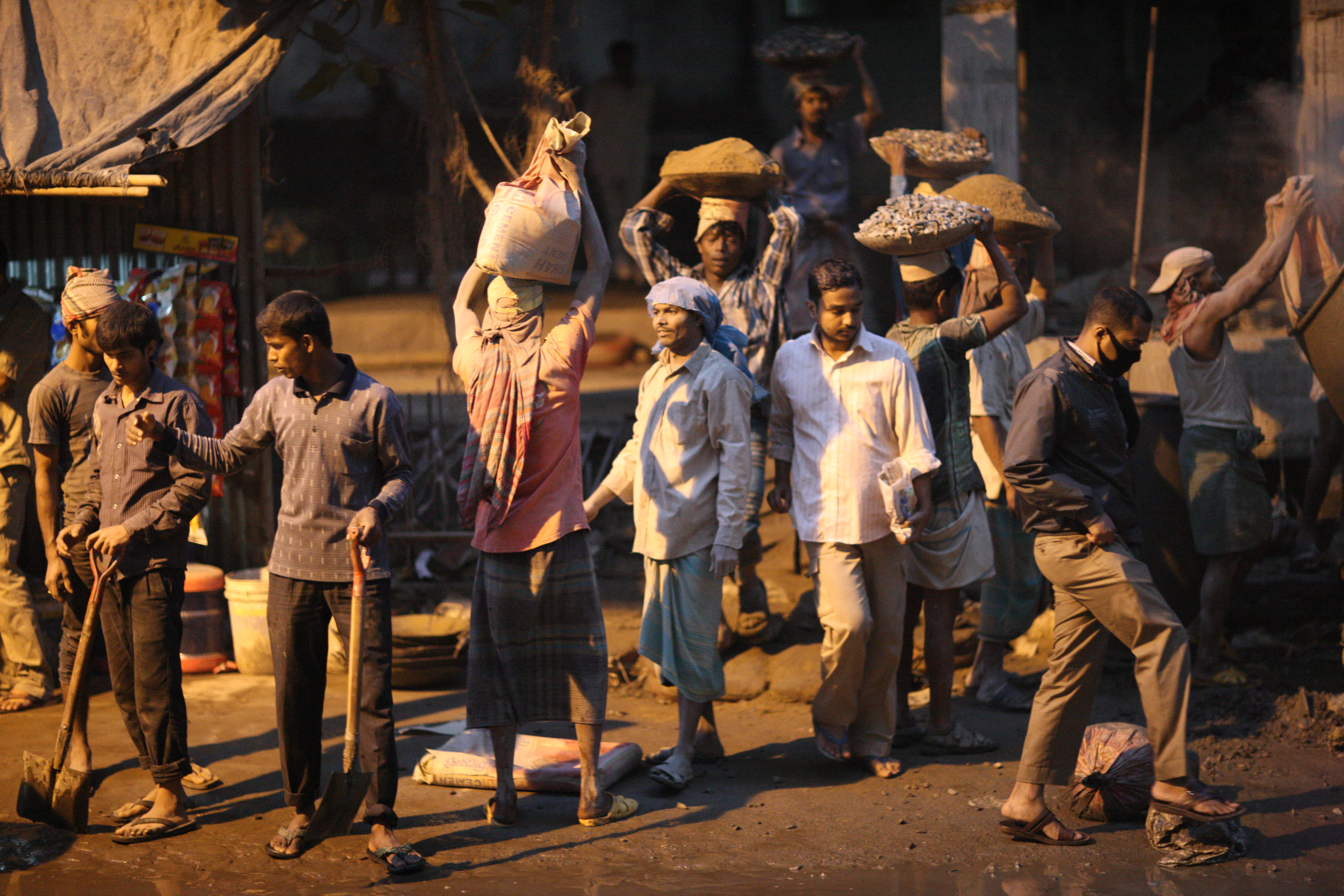
Byggnadsarbetare i Chittagong, Bangladesh.

Daglönare, dagsverkare eller dagakarl var under tidigmodern tid en i Sverige använd benämning på en person som utförde kroppsarbete mot dagslön. Termen, som använts sedan 1600-talet, motsvaras i viss mån av det senare grovarbetare.
Från och med frihetstiden kom dagavlönade lantarbetare på alltfler säterier och plattgårdar (tillhörande det världsliga frälset) att ersätta dagsverkesskyldiga bönder med åborätt.
Gränsdragningen mellan backstugusittare och dagkarlar är diffus. Den som i kyrkoböcker är antecknad som husman kunde vara ägare till det hus han bodde i med sin familj, men hänvisad till påhugg som daglönare för familjens försörjning. Andra husmän bodde liksom backstugusittare i hus ägda av markägaren. Hyran kunde vara dagsverken, kontanter eller en kombination.